# Numidščina
Numidščina je izumrli afroazijski jezik, ki so ga govorili v starodavni Numidiji v sedanji Alžiriji, Tuniziji in delu Libije. Pisal se je z libijsko-berbersko pisavo, iz katere izvira tifinag. Pisava je skoraj v celoti dešifrirana, razen nekaj izjem, omejenih na določena področja. Jezik je kljub temu malo znan, ker je zapisanih le nekaj besed. Libijsko-berberski napisi so izpričani od 3. stoletja pr. n. št.  do 3. stoletja n. št. Za jezik je mogoče z gotovostjo reči samo to, da je bil pripadnik afroazijske družine jezikov in da je bil najverjetneje eden od berberskih jezikov, ki so se govorili na začetku razpada protoberberskega jezika.

## Narečja in primerjava z drugimi starimi jeziki

### Narečja in tuji vplivi
Znano je, da je med zahodnim in vzhodnim numidskim jezikom obstajala pravopisna razlika. Začenši s Kabilijo, ki je bila nekakšna mešana regija, so regije vzhodno od današnje Tunizije uporabljale vzhodnolibijski pisni sistem, medtem ko so regije na zahodu približno do reke Moulouya govorile zahodno numidijsko narečje in uporabljale še vedno nedekodiran zahodni libijski pisni sistem. Vzhodnonumidsko narečje je bilo pod veliko večjim vplivom punskega jezika kot zahodnonumidsko, pri čemer naj bi bilo zahodnonumidsko starejše od vzhodnonumidskega. Na numidščino sta vplivali predvsem punščina in nato latinščina. Zdi se, da so nanjo vplivali tudi paleohispanski jeziki in morda drugi predindoevropski jeziki.

### Drugi stari berberski ali berberskim podobni jeziki
O različicah starega libijskega jezika/jezikov ni veliko znanega, saj nobeden od njih ni bil v celoti dešifriran in razen nekaterih vzhodnonumidskih stel ni bil razložen noben od različnih starolibjskih zapisov. Možno je, da je bil jezik ljudstva Mauri v današnjem Maroku narečje numidskega jezika, čeprav obstaja zelo malo ali skoraj nič virov in jezikovnih raziskav, ki bi to potrdile. Če je bila numidščina berberski jezik, potem razpad protoberberščine na različne berberske jezike še ni bil popolnoma dokončan. Starodavni berberski jeziki tistega časa so bili zelo podobni, celo bolj kot sodobni. Okoli  leta 500 pr. n. št. so različne nomadske berberske skupine prodrle s severa  v Saharo  na ozemlje, ki je ustrezalo ozemlju kasnejših Getulov. Čeprav na ozemlju teh  nomadov niso uporabljali nobene pisave in je zato primerjava z numidščino nemogoča, je znano, da je Plinij starejši saharski getulski jezik opisal kot zelo podoben ali enak numidskemu, kar namiguje, da je bil getulski jezik morda narečje numidskega.
Herodot omenja, da je jezik Berberov iz Cirenajke vseboval veliko grških izposojenk.  Za jezik sosednje Kraljevine Mavretanije v približno današnjem Maroku ni znano, ali je bil del numidskega jezika ali  od njega ločen jezik. Za njegovo dekodiranje do zdaj še ni bilo niti večjih prizadevanj niti dovolj znanih virov. 